# Galeria d'Art d'Auckland
La Galeria d'Art Toi o Tāmaki d'Auckland (Auckland Art Gallery Toi o Tāmaki) és la principal galeria pública d'Auckland, a Nova Zelanda, i té la més extensa col·lecció d'art nacional i internacional de Nova Zelanda. Acull freqüentment exposicions internacionals itinerants.
Situada sota l'Albert Park, a dalt d'un pujol, en l'àrea cèntrica de la ciutat d'Auckland, la galeria va ser establerta el 1888 com la primera galeria d'art permanent a Nova Zelanda.
L'edifici acollia originalment la Galeria d'Art d'Auckland, així com la Biblioteca Pública d'Auckland, amb col·leccions donades pels mecenes George Gray i James Tannock Mackelvie. Aquesta va ser la segona galeria d'art pública de Nova Zelanda oberta tres anys després de la Galeria d'Art de Dunedin, el 1884. L'Acadèmia de Belles Arts de Nova Zelanda de Wellington va obrir el 1892 i la Biblioteca Pública de Wellington el 1893.
El 2009, es va anunciar que el museu havia rebut una donació de l'empresari estatunidenc Julian Robertson, avaluat en més de cent milions de dòlars, el més gran de tots els temps en la regió.

## Història
Al llarg de la dècada de 1870, moltes persones en Auckland van sentir que la ciutat necessitava d'una col·lecció d'art municipal, però el recentment-creat Consell de Ciutat d'Auckland no estava disposat a comprometre fons per aquest projecte. Després de pressió de persones eminents com Maurice El'Rorke (president de la Cambra dels Diputats) i altres, la construcció d'una Galeria d'Art i Biblioteca combinades va ser necessària per a la promesa de llegats significatius de dos grans mecenes; l'ex-governador colonial George Gray i James Tannock Mackelvie. Gray hi havia promès llibres per una biblioteca municipal ja el 1872 i va acabar donant un gran nombre de manuscrits, llibres rars i pintures de la seva col·lecció per la Galeria i Biblioteca d'Auckland (més de 12.500 ítems, incloent-hi 53 pintures). Ell també va donar material per la Ciutat del Cap, on també hi havia estat governador. El llegat de Gray inclou obres de Caspar Netscher, Johann Heinrich Füssli, William Blake i David Wilkie.
Mackelvie era un empresari que es va interessar pels negocis a Auckland després de tornar a Gran Bretanya. En l'inici de la dècada de 1880, ell va anunciar un present de 105 aquarel·les emmotllurades, pintures a oli i una col·lecció de dibuixos. El seu present va arribar a 140 ítems, incloent-hi pintures, arts decoratives, ceràmica i mòbils de la seva residència de Londres, que formen el nucli de la Mackelvie Trust Collection, compartida entre la Galeria d'Art de la Ciutat d'Auckland, la Biblioteca Pública i el Museu d'Auckland. La voluntat de Mackelvie estipulava una galeria separada per exhibir el seu llegat; això no era popular entre les autoritats de la ciutat, però una sala especial va ser dedicada a la col·lecció el 1893 i, eventualment, la Galeria Mackelvie, amb il·luminació superior, va ser construïda el 1916. El Mackelvie Trust continua comprant obres d'art per sumar a la col·lecció, que ara inclou bronzes significatius del segle XX d'Archipenko, Bourdelle, Epstein, Moore i Elisabeth Frink.

## Rectors
Encara que fundada el 1888, la Galeria no va contractar un director professional fins al nomenament de l'anglès Eric Westbrook el 1952.
- 1952-1955: Eric Westbrook
- 1956-1965: professor Peter Tomory
- 1965-1972: Gil Docking
- 1972-1974: Richard Teller Hirsch
- 1974-1979: professor Ernest Smith
- 1979-1981: Grant Kirby (rector en exercici)
- 1981-1988: Rodney Wilson
- 1988–1995: Christopher Johnstone
- 1996–2013: Chris Saines
- 2013-2018: Rhana Devenport
- 2019–actual: Kirsten Paisley